# Vladimir Nail'evič Malachov
Vladimir Nail'evič Malachov (in russo Владимир Наильевич Малахов?; 27 novembre 1980) è uno scacchista russo, Grande maestro. È noto come Vladimir Malakhov nei paesi occidentali.
Nel 1993 vinse a Bratislava il Campionato del mondo giovanile U14.
Nel 2003 si è classificato secondo nel Campionato europeo individuale di scacchi di Istanbul, dietro a Zurab Azmaiparashvili.
Nel 2005 Malachov si classificò 11º nella Coppa del mondo del 2005, permettendogli di qualificarsi alla Coppa del Mondo 2007, che si è giocata in maggio-giugno. È stato però eliminato al primo turno da Aleksandr Griščuk.
Ha frequentato l'Università di Pisa e nel 2004 ha svolto una simultanea in città organizzata dall'ASU Capablanca.
Nella Coppa del Mondo di scacchi 2009 (128 concorrenti) è arrivato alla semifinale, ma è stato battuto da Ruslan Ponomarёv. Ha intascato comunque un premio di 50.000 USD.
In dicembre 2009 ha vinto a  Varsavia, con 11,5 /13, il 9th Amplico Life International Tournament, valido come campionato europeo rapid, battendo nel turno finale Aleksej Širov.
Ha raggiunto il massimo punteggio Elo FIDE in luglio 2010, con 2732.
Malachov è un fisico nucleare di professione.